# مايكل كيتينغ
مايكل كيتينغ (بالإنجليزية: Michael Keating)‏ هو موظف مدني أسترالي، ولد في 1940.